# Teudat Zehut
La Teudat Zehut (in ebraico תעודת זהות, in arabo بطاقة هوية, biţāqat huwīya) è il documento d'identità israeliano obbligatorio, previsto dal 1982.
Ogni residente che abbia sedici anni o più deve essere sempre munito di una carta d'identità e presentarla sotto richiesta di un alto funzionario di polizia, un capo del Comune, un'Autorità Regionale, un poliziotto o un membro delle forze armate in servizio.

## Diritto e prassi comune
Non portare la carta d'identità o farne un uso improprio comportano reato e una multa di 5000 vecchi sicli israeliani. Tuttavia, la legge vieta specificatamente di iniziare le procedure legali nel caso in cui l'autore del reato abbia contattato le autorità competenti entro cinque giorni e si sia identificato correttamente; nella realtà, quindi, raramente il trasgressore viene costretto a pagare. La carta d'identità è necessaria inoltre per esercitare alcuni diritti civili. Fino a poco tempo fa era l'unico documento valido per votare nelle elezioni nazionali, ma dal 2005 la legge permette anche di usare una patente di guida o un passaporto. Quando non è specificatamente richiesto dalla legge, possono essere usati anche altri documenti di identificazione. In Israele, infine, l'accesso a molti edifici o aree custodite richiede la presentazione della carta d'identità.
Le carte d'identità sono rilasciate dal Ministero degli Interni Israeliano attraverso uffici sparsi in tutto il paese, non hanno data di scadenza e possono essere usate finché restano intatte.

## Contenuto del documento
La scheda è laminata e contenuta in uno dei comparti interni del suo coperchio di plastica, e include le seguenti informazioni personali:
- Numero d'identificazione
- Nome completo
- Filiazione
- Data di nascita (per gli ebrei anche data ebraica)
- Luogo di nascita
- Etnia (solo nelle carte emesse prima del 2005, ma la data ebraica continua a differenziare gli ebrei)
- Sesso
- Luogo e data di rilascio (per gli ebrei anche data ebraica)
- Foto (a colori)

C'è anche un'appendice separata, un foglio piegato contenuto nell'altro comparto interno che elenca i seguenti dati:
- Indirizzo attuale
- Indirizzo precedente
- Nomi precedenti (se applicabile)
- Cittadinanza (il portatore può essere un residente permanente con cittadinanza straniera)
- Nome, data di nascita e numero d'identificazione di coniugi e figli (se applicabile)
- Timbro del seggio elettorale (è stato abolito nel 1992 in modo da far votare anche chi è sprovvisto dell'appendice)